# Pseudolestes mirabilis
Pseudolestes mirabilis là loài chuồn chuồn trong họ Pseudolestidae. Loài này được Kirby mô tả khoa học đầu tiên năm 1900.